# Schloss Inzing
Das Schloss Inzing ist ein abgegangenes frühneuzeitliches Schloss in Inzing, heute ein Gemeindeteil der niederbayerischen Stadt Pocking im Landkreis Passau. Die Anlage wird als Bodendenkmal unter der Aktennummer D-2-7546-0024 im Bayernatlas als „untertägige mittelalterliche und frühneuzeitliche Befunde im Bereich des ehem. Hofmarkschlosses Inzing“ geführt.

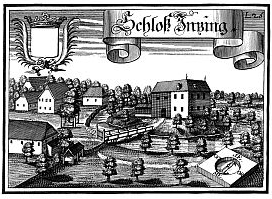
Schloss Inzing nach einem Stich von Michael Wening (1726)

## Beschreibung
Die Anlage war ursprünglich eine mittelalterliche Turmhügelburg (Motte), von der im Urkataster von Bayern noch Reste des Hügels und eines umgebenden Wassergrabens aufscheinen. An dieser Stelle wurde im 17. Jahrhundert ein Schloss errichtet. Nach dem Stich von Michael Wening war dies ein zweigeschossiger Hakenbau, der von einem breiten Wassergraben umschlossen war, über den eine hölzerne Brücke führte. Der Platz der Burg bzw. des Schlosses wurde nach dem Zweiten Weltkrieg eingeebnet, nur mehr flache Bodenformen sind noch zu erkennen und die Schloßstraße in Inzing erinnern noch an diesen Bau.

## Geschichte
Inzing ist einer der ältesten urkundlich belegten Orte des Landgerichts Griesbach. Im 9. Jahrhundert wird Inzing als  fiscus publicus bezeichnet. Der ostfränkische König Ludwig der Deutsche tritt als Eigenkirchenherr der Kapelle zu Inzing auf. Ende des 11. Jahrhunderts gehörte Inzing zum Einflussbereich der Grafen von Formbach, aber auch das Passauer Domkapitel hatte hier Besitzungen. Ab 1386 sind als Besitzer die Chastner von Ottenberg, die sich gelegentlich auch nach Inzing nennen, ansässig. Später nennen sie sich Herren von Ottenberg zu Inzing. Um 1599 ist hier Hans Georg Starzhauser als Besitzer genannt, wobei man nicht weiß, ob er durch Kauf oder auf dem Erbweg zu der Hofmark Inzing gekommen ist. Die Herren von Starzhausen besaßen die Hofmark bis 1764, dann ging sie an die Freiherrn von Franken von Birkensee und Lengfeld über, diese wurden aber 1785 von dem Kollegiatstift Vilshofen als Besitzer abgelöst. Das Kloster wurde 1803 im Zuge der Säkularisation aufgelöst. Ab 1803 gehörte Inzing zum Landgericht Griesbach bzw. zum Amt Hartkirchen (Obmannschaft Öd), wobei hier auch Besitzungen des Klosters Vornbach angegeben sind.